# Шарлоттенберг (Німеччина)
Шарлоттенберг (нім. Charlottenberg) — громада в Німеччині, розташована в землі Рейнланд-Пфальц. Входить до складу району Рейн-Лан. Складова частина об'єднання громад Діц.
Площа — 0,76 км2. Населення становить 146 ос. (станом на 31 грудня 2020).